# Ameba TV
Ameba TV는 웹, 모바일, 태블릿, 스마트 TV, 게임 콘솔 및 연결된 스마트 장치를 통해 교육 TV 프로그램, 어린이 만화 및 뮤직 비디오를 호스팅하는 독립적인 구독 기반 스트리밍 비디오(IPTV) 서비스이다. 개인 투자 회사는 2007년에 설립되었으며 캐나다 매니토바 주 위니펙에 본사가 있다. 아메바는 현재 AVOD(광고 지원 VOD 및 선형 스트리밍) 및 SVOD(구독)를 통해 미국 및 캐나다 전역에서 무료로 사용할 수 있다. 2019년 3월 21일, 아메바는 컨텐츠 제작자가 캐나다 영화 또는 CPTC(비디오 제작 세금 공제) 프로그램에 대한 "캐나다에서 상영" 요건을 충족할 수 있도록 하는 최초의 CAVCO 인증 독립 어린이 스트리밍 서비스가 되었다.

## 시청 방법
아메바 TV는 다음을 포함한 여러 디지털 시청 플랫폼에서 사용할 수 있다.
- 인터넷
- 아마존 프라임 비디오 채널[4]
- 아마존 파이어 TV
- TiVo(독립형 및 케이블 박스)
- Xbox 360[5]
- Roku 미디어 스트리머[6]
- 로쿠 채널[7]
- 구글 TV[8]
- LGE Smart TV, LGE 3D Blu-ray 플레이어 및 LGE Smart TV Upgraders.[9]
- iPad, iPod touch 및 iPhone을 포함한 iOS 기기[10]
- 안드로이드 태블릿 및 전화.[11]
- 크롬캐스트[12]
- 시네무드[13]
- 쉬모[14]

## 컨텐츠 카탈로그
아메바의 컨텐츠 카탈로그는 14,000개 이상의 에피소드와 2,800시간 분량의 어린이 프로그램으로 구성되어 있다. 쇼는 소규모 독립 제공업체, YouTube 제작자 및 전 세계의 대규모 제작자로부터 제공된다. 제목은 여러 범주로 구성된다. 교육, 유치원, 고전, 영화, 애니메이션, 음악 등 여러 장르에 걸쳐 있다. 아메바는 1980년대, 1990년대 및 2000년대의 향수를 불러일으키는 컨텐츠에 대한 깊은 카탈로그를 보유하고 있다.